# Larsens Plads
Larsens Plads er en promenade langs med Inderhavnen i København, der går fra Sankt Annæ Plads til Nordre Toldbod. Promenaden har navn efter skibsbygger Lars Larsen, der i 1802 købte en grund ved den, hvor han havde sit værft. I 1980 blev grunden købt af A.P. Møller og Hustru Chastine Mc-Kinney Møllers Fond til almene Formaal, der anlagde den lille park Amaliehaven her.
I tidsrummet 1870–1900 udvandrede 170.000 danskere med skibet fra området ved Larsens Plads, de fleste til Amerika. Sejlturen, der varede 17 dage, kostede 60 kr. Under tidens landbrugskrise søgte mange fattige fra husmandsklassen det forjættede land. Var man over 21 år, og havde søgt om amerikansk statsborgerskab, fik man gratis landbrugsjord.